# La Revoltosa (película de 1949)
La Revoltosa es una película española dirigida por José Díaz Morales en el año 1949 y protagonizada por Carmen Sevilla y Tony Leblanc.
La música, el argumento y los diálogos están inspirados en la zarzuela homónima de Ruperto Chapí y libreto de José López  Silva y Carlos Fernández Shaw. 
Está rodada en blanco y negro con decorados fabricados en los estudios madrileños CEA en las escenas de interior; las escenas de exterior se rodaron en algunas calles de Madrid castizo y popular.
El arranque de la película se hizo famoso por la toma continuada de los tejados del viejo Madrid, mientras se leían los créditos acompañados por el preludio de la zarzuela como música de fondo. Los hechos se suceden en el Madrid de 1897; aunque la parte principal de la trama sigue fiel el libreto de la zarzuela, en la película se incorpora algún personaje nuevo, como el del perista don Leo y Manolo el hermano de Mari Pepa y alguna situación colateral como la del robo de alhajas y objetos varios, que fuerzan ligeramente el argumento.
El mismo director hizo otra adaptación posterior homónima en 1963, en color, con un argumento muy similar, con parte del mismo reparto en los roles secundarios y con Teresa Lorca y Germán Cobos en los papeles protagonistas.

## Sinopsis
La acción se desarrolla en una típica casa madrileña de corredera donde viven humildemente los personajes que dan vida a la película. Los cuartos o viviendas se distribuyen alrededor de un patio de vecindad, verdadero protagonista de cada escena; del patio arranca una escalera que conduce a las viviendas donde se alojan Mari Pepa —de oficio planchadora— y su tía Josefa, y Felipe, oficial en un taller de carpintería. Mari Pepa es alegre y coqueta, muy independiente y por su desparpajo y belleza tiene revolucionada a toda la vecindad.
Fuera del inmueble viven otros dos personajes que darán vida al pasaje escabroso del argumento. Son personajes añadidos para la película que no existen en la obra original de la zarzuela. Uno es Manolo, hermano de Mari Pepa, sin oficio ni trabajo, que se dedica al robo de alhajas y otros objetos. El otro es el perista don Leo, un hombre de mediana edad enriquecido con la compra-venta de objetos robados. Don Leo está enamorado de Mari Pepa, al igual que Felipe. 
Se suceden una serie de escenas en el patio, cómicas en su mayoría, de enredo y equívocos. Fuera del patio están las escenas dramáticas del robo, de la casa de Don Leo y el chantaje que hace al muchacho al ofrecerle no delatarle a la policía a cambio de conseguir los favores de su hermana. Otra escena inventada para la película es la asistencia de Mari Pepa y Felipe al teatro donde asisten a la representación de la zarzuela La Revoltosa; los jóvenes se ven identificados con los protagonistas cuando cantan el célebre dúo de los claveles dobles.
La película tiene un final feliz después de descubrirse la verdad. Los personajes marchan alegremente a la verbena.

## Reparto
- Carmen Sevilla (Mari Pepa)
- Tony Leblanc (Felipe)
- Tomás Blanco (Don Leo)
- Faustino Bretaño (Señor Candelas)
- Antonio Riquelme (Tiberio)
- Mario Berriatúa (Manolo)
- Raúl Cancio (Presentador de concurso)
- Paquito Cano (Atenedoro)
- Manuel de Juan (Cándido)
- Ramón Martori (Inspector de Policía)
- Enrique Herreros (Mozo de cuerda)
- María Brú (Tía de Mari Pepa)
- Carmen de Lucio (Portera)
- Matilde Muñoz Sampedro (Gorgonia)
- Virginia de Matos (Sole)
- Julia Lajos (Señora gorda)
- Marujita Díaz (Cantaora)
- Pilar Cerezo (Bailaora)
- Carmen Sánchez (Modista)
- Juana Mansó (Compradora)
- Antonia Plana (Encarna)
- Juanita Solano
- María de los Ángeles Morales (Mari Pepa en teatro)
- Luis Rodrigo (Felipe en teatro)
- Manuel Arbó (Sr. Pepe)

## Premios
Sexta edición de las Medallas del Círculo de Escritores Cinematográficos
| Categoría     | Persona                                                                                             | Resultado |
| ------------- | --------------------------------------------------------------------------------------------------- | --------- |
| Mejor guion   | Guillermo Fernández-Shaw Francisco Ramos de Castro Ricardo Toledo Fernando Merelo José Díaz Morales | Ganadores |
| Premio Jimeno | María de los Ángeles Morales                                                                        | Ganadora  |